# Glenea algebraoides
Glenea algebraoides là một loài bọ cánh cứng trong họ Cerambycidae.